# Galago cameronensis
Galago cameronensis  là một loài động vật có vú trong họ Galagidae, bộ Linh trưởng. Loài này được Peters mô tả năm 1876.